# أندريس فرانكو
أندريس فرانكو هو منافس ألعاب قوى فلبيني، ولد في 30 نوفمبر 1925 في توندو ‏ في الفلبين، وتوفي في 9 فبراير 2008.

## وصلات خارجية
- أندريس فرانكو على موقع الاتحاد الدولي لألعاب القوى (الإنجليزية)
- أندريس فرانكو على موقع أوليمبيديا (الإنجليزية)